# Cacia (Portogallo)
Cacia è una parrocchia civile (freguesia) nel comune di Aveiro. La popolazione nel 2011 era di 7 354 abitanti, su una superficie di 35,75 km².